# Бандейра, Рафаэл
Рафаэ́л Алеша́ндре Банде́йра Фонсе́ка (порт. Rafael Alexandre Bandeira Fonseca; род. 31 января 2001, Алмада) — португальский футболист, защитник клуба «Кривбасс».

## Клубная карьера
Рафаэл Бандейра родился 31 января 2001 года в городе Алмада. Он является воспитанником португальских клубов «Алмада» и «Кова да Пьедаде», после чего пять лет провёл в академии столичного «Спортинга», а в 17 лет перешёл в туринский «Ювентус», где играл за молодёжные команды U-17 и U-19, а в сезоне 2019/20 выступал за резервную команду «Ювентус» U-23 в Серии С.
В дальнейшем играл во Франции за «Амьен», но на поле выходил нечасто, поэтому в начале 2022 вернулся на родину и стал игроком «Академику де Визеу» из второго дивизиона страны. Здесь защитнику удалось стать основным игроком, но в августе 2023 против него началось дисциплинарное расследование, завершившееся разрывом контракта в октябре.
18 ноября 2023 года подписал трёхлетний контракт с криворожским «Кривбассом», став первым португальцем в истории клуба.

## Карьера в сборной
В 2018—2019 годах провёл 7 матчей за юношескую сборную Португалии U-18.

## Достижения
«Кривбасс»
- Бронзовый призёр чемпионата Украины: 2023/24